# 普里斯坦齊伊涅 (馬林區)
50°52′19″N 28°56′4″E / 50.87194°N 28.93444°E
普里斯坦齊伊涅（烏克蘭語：Пристанційне），是烏克蘭北部的村莊，隸屬日托米爾州的科羅斯滕區。該村始建於1926年，面積1.86平方公里，海拔高度182米，2001年人口575，人口密度每平方公里309.64人。